# Yocoboué
Yocoboué est une localité du sud de la Côte d'Ivoire et appartenant au département de Guitry, région du Lôh-Djiboua. La localité de Yocoboué est un chef-lieu de sous-préfecture . La sous-préfecture de Yocoboué est constituée d'une quinzaine de petits villages parmi lesquels : Guégbédougou, Bangorédougou, Yakassé, Méné, Bétésso, Tioko, Kragbedoukou, Zirimbadoukou, Dioulabougou...

## Sports et culture
La localité dispose d'un club de football, le Yocoboué FC, qui évolue en Championnat de division régionale, équivalant d'une « 4e division » .
Le peuple autochtone est le peuple Dida. L'Allaka et le Youssoumba sont les deux danses traditionnelles de la localité.